# Мария Юлиана фон Хоенлое-Шилингсфюрст
Мария Юлиана фон Хоенлое-Шилингсфюрст(на немски: Maria Juliana von Hohenlohe-Schillingsfürst; * 23 март 1622, Шилингсфюрст; † пр. 20 април 1675, Фридлинген) е графиня от Хоенлое-Валденбург-Шилингсфюрст и чрез женитба титулар-маркграфиня на Баден-Дурлах.

## Произход
Тя е четвъртата дъщеря на граф Георг Фридрих II фон Хоенлое-Шилингсфюрст (1595 – 1635) и съпругата му графиня Доротея София фон Золмс-Хоензолмс (1595 – 1660), дъщеря на граф Херман Адолф фон Золмс-Хоензолмс (1545 – 1613) и съпругата му графиня Анна София фон Мансфелд-Хинтерорт (1562 – 1601).

## Фамилия
Мария Юлиана се омъжва на 23 януари 1650 г. в Шилингсфюрст за титулар-маркграф Карл Магнус фон Баден-Дурлах (1621 – 1658), вторият син на маркграф Фридрих V фон Баден-Дурлах (1594 – 1659) и първата му съпруга Барбара фон Вюртемберг (1593 – 1627). Те имат децата:
- Карл Фридрих (1651 – 1676), малтийски рицар
- Шарлота София (1652 – 1678), омъжена на 24 февруари 1676 г. за граф Емих XIV фон Лайнинген-Дагсбург-Емихсбург (1649 – 1684)
- Елеанора Барбара (1656 – 1657)
- Фридерика Христина (1658 – 1659)